# Гальчинский, Анатолий Степанович
Анатолий Степанович Гальчинский (укр. Анатолій Степанович Гальчинський; 3 ноября 1935, Богуслав, Киевская область — 6 октября 2022) — советский и украинский экономист и политолог. Доктор экономических наук (1980), профессор Киевского национального университета им. Т. Шевченко. Советник президента Украины (1994—2004), глава Совета Нацбанка Украины (2000—2005), директор Национального института стратегических исследований (2002-2005).
Заслуженный деятель науки и техники Украины (1992).

## Биография
В 1964 г. окончил экономический факультет Киевского университета.
С 1965 г. был депутатом Мироновского райсовета Киевской области, с 1973 г. — депутатом Киевского горсовета.
В 1970 г. окончил аспирантуру Академии общественных наук при ЦК КПСС, где учился вместе с Леонидом Кравчуком. В 1970 г. защитил кандидатскую, в 1980 г. — докторскую диссертацию. Автор более 200 научных работ.
В 1975—1988 гг. заведовал кафедрой политэкономии Киевского педагогического института иностранных языков. В 1988—1991 гг. — профессор кафедры политэкономии Института политологии и социологии управления; в 1991—1992 гг. — заведующий кафедрой денежных и валютных отношений Киевского государственного университета им. Т. Г. Шевченко; в 1992—1994 г. — заведующий отделом международных валютно-финансовых проблем, главный научный работник Института мировой экономики и международных отношений НАН Украины.

Я поддерживал Горбачёва, в первую очередь за то, что он активно разрушал старое. Мне было легко перестроиться. Я понимал преимущества рыночной экономики.— А. Гальчинский
В 1992—1993 гг. — член социально-экономического совета Президента Украины. В 1994 г. участвовал в подготовке предвыборной программы Л. Кучмы. В 1994—2005 гг. — советник Президента Украины по вопросам макроэкономической политики. C октября 1994 г. возглавлял рабочую группу по подготовке экономической программы Президента Украины «Путём радикальных экономических реформ»; Л. Кучма назвал А. Гальчинского «главным идеологом» программы реформ, частично реализованной в 1994—1999 годах.
Одновременно с декабря 1996 по июль 1997 г. был заместителем главы Администрации Президента Украины по экономической политике; в 2000—2005 гг. возглавлял Национальный институт стратегических исследований, с 19 октября 2000 по 2005 г. был председателем Совета Национального банка Украины.
В 1990-е годы входил в состав:
- политисполкома объединения «Нова Україна» (с 1995)
- политисполкома ТКУ (1993—1996)
- Совета по вопросам экономической реформы при Президенте Украины (с декабря 1994)
- Конституционной Комиссии (1994—1996)
- Государственной комиссии по денежной реформе
- Комиссии по разработке Национальной программы развития сельскохозяйственного производства на 1996—2005 гг. (с сентября 1995)
- Высшего экономического совета Президента Украины (1997—2001)
- Комиссии по вопросам аграрной и земельной реформы при Президенте Украины (1997—1999)
- Политсовета Народно-демократической партии (с 1996).

На президентских выборах на Украине 2010 года голосовал за Януковича «против Юли. Она… оказалась никудышным премьером».
Считает, что «нельзя противопоставлять крупный, средний и малый капиталы. Это — реальные партнёры».
В другом интервью отмечал: «мы должны поработать над имиджем крупного капитала, задание прессы не в том, что тиражировать статьи о ненавистных олигархах, а формировать толерантное отношение к крупному капиталу».
При этом годами ранее он отмечал: «Партии приходят в парламент благодаря поддержке крупного бизнеса, и они ему служат. Если проанализировать нашу законодательную базу на её соответствие интересам малого и среднего бизнеса, то можно увидеть, что 90 % законов, принимаемых парламентом, являются антиподами к интересам малого и среднего бизнеса…»
Анатолий Степанович утверждал, что определяющей для развития государства должна быть политика по укреплению наших позиций в развитии высоких технологий, умножения интеллектуального потенциала общества, поскольку именно это, по его убеждению, даёт наивысшую экономическую отдачу. По его мнению, Украина доказала миру, что она владеет важным техническим потенциалом, новыми технологиями, современной многосигментной системой воспроизведения знаний. Наши конструкторы, физики, кибернетики, военные специалисты имеют огромный авторитет за границей и государство должно рассчитывать на эффективную отдачу именно этого потенциала и при любых обстоятельствах возвести надёжный фундамент для его приумножения.
Скончался 6 октября 2022 года.

### Семья
Жена — Тамара Степановна (род. 1936) — медицинская сестра. Дочери:
- Татьяна (род. 1957) — экс-управляющая департаментом валютного баланса в Национальном банке Украины.
- Олеся (род. 1967) — преподавала в Киевском национальном лингвистическом университете.

## Избранные труды
- Гальчинский А. С. Развитие государственно-монополистических тенденций в экономике Южно-Африканской Республики : Автореф. дис. … канд. экон. наук. — М., 1970. — 22 с.
- Гальчинский А. С. Южно-Африканская Республика : развитие государственно-монополистического капитализма. — М.: Мысль, 1973. — 200 с. — 6500 экз.
- Гальчинский А. С. Учение К. Маркса о деньгах как методологическая основа анализа денежных отношений современного капитализма : Автореф. дис. … д-ра экон. наук. — Киев, 1979. — 53 с.
- Методика организации изучения произведений классиков марксизма-ленинизма : (Метод. рекомендации) / Киев. гос. пед. ин-т иностр. яз. ; Сост. А. С. Гальчинский. — Киев, 1979. — 15 с. — 200 экз.
- Гальчинский А. С. Методологические проблемы денежных отношений в трудах К. Маркса. — Киев: Выща школа, 1979. — 175 с. — 1000 экз.
- Гальчинский А. С. и др. Экономика страны от выборов до выборов : (Цифры и факты) : Метод. материал в помощь лекторам, пропагандистам, политинформаторам и агитаторам. — Киев, 1984. — 16 с. — 500 экз.
- Гальчинский А. С. Карл Маркс об историзме денежных отношений : (Методол. аспект). — М.: Мысль, 1985. — 190 с. — 8500 экз.
- Гальчинский А. С. Критика политэкономических основ антимарксистских теорий денег. — Киев: Выща школа, 1987. — 255 с. — 650 экз.
- Гальчинский А. С. К. Маркс и развитие экономической мысли Запада. — М.: Экономика, 1990. — 197 с. — 8000 экз. — ISBN 5-282-00272-8.
- Криза і цикли світового розвитку / А. С. Гальчинський. — Київ : Адеф-Україна, 2009. — 391 с.
- Гальчинский А. С. Кризис и циклы мирового развития. — 2-е изд., доп. — Киев: АДЕФ-Украина, 2010. — 480 с. — ISBN 978-966-187-054-2.[9]
- Економічна методологія. Логіка оновлення: Курс лекцій / Анатолій Степанович Гальчинський. — К.: «АДЕФ-Україна», 2010.
- Гальчинский А. С. Либерализм: Уроки для Украины. — Киев: Лыбедь, 2011. — 288 с. — 1000 экз. — ISBN 978-966-06-0593-0.
- Нотатки радника Президента. Десять років з Президентом Леонідом Кучмою / Анатолій Гальчинський. — К. : Либідь, 2013. — 583 с. — ISBN 978-966-06-0642-5
- Маркс и современный мир: гуманистическая доминанта. — Киев: Либідь, 2015. — 328 с. — ISBN 978-966-06-0692-0.

- Выбранным путём. — 1999.
- Конец тоталитарного социализма. Что дальше? — 1997.
- Мировая валютная система. — 1993.
- Основы экономической теории. — 1995. (в соавторстве)
- Становление общества постформационной цивилизации. — 1993.
- Теория денег. — 1996, 1997, 1998.
- Украина: наука и инновационное развитие. — 1997. (в соавторстве)
- Украина: продвижение в будущее. — 1999.

## Награды
- Почётный знак отличия Президента Украины
- Орден «За заслуги» II ст. (август 1999)
- Орден «За заслуги» I ст. (22 августа 2003)[10]
- Медаль А. С. Макаренко (1985)
- Орден Бернардо О’Хиггинса (1995, Чили)
- именная премия АКБ «INKO» (1995).